# Rejon kołomyjski
Rejon kołomyjski (ukr. Коломийський район) – jednostka administracyjna Ukrainy, w składzie obwodu iwanofrankiwskiego. Głównym miastem jest Kołomyja.
Rejon został utworzony 17 lipca 2020 w związku z reformą podziału administracyjnego Ukrainy na rejony.

## Podział administracyjny rejonu
Rejon kołomyjski od 2020 roku dzieli się na terytorialne hromady:
- Hromada Gwoździec
- Hromada Horodenka
- Hromada Zabłotów
- Hromada Kołomyja
- Hromada Korszów
- Hromada Matyjowce
- Hromada Wierbiąż Niżny
- Hromada Ottynia
- Hromada Peczeniżyn
- Hromada Podhajczyki
- Hromada Piadyki
- Hromada Śniatyn
- Hromada Czernelica